# Найдина, Юлия Васильевна
}}
Юлия Васильевна Найдина (18 ноября 1943, Каспийск, РСФСР, СССР — 14 июля 2011, Пермь, Россия) — советская и российская актриса театра и кино, педагог. Заслуженная артистка РСФСР (1977).

## Биография
Родилась 18 ноября 1943 года в посёлке Каспийск Астраханской области Советского Союза.
Училась в Астраханском педагогическом институте (1960—1962), затем окончила Московскую школу студию им. В. И. Немировича-Данченко при МХАТ СССР (1962—1966) по специальности «актриса драматического театра и кино» с квалификацией «актриса». После окончания обучения, Найдина стала служить Астраханскому областному драматическому театру (1966—1971), затем Брянскому областному драматическому театру (1971—1972). Следующим театром стал Пермский академический театр драмы (Театр-Театр), в котором прослужила с 1972 года по 2006 год.
В ПГИК работала с 1975 года по 2011гг: старший преподаватель курса «Сценическая речь» кафедры театральной режиссуры по совместительству (1975—1987), была заведующей кафедрой сценической речи (1988—1998), являлась заведующей секции сценической речи, пластики и движения (1998—2003).
Также Найдина преподавала курс «Сценическая речь» и являлась основоположником методики преподавания данной дисциплины. Подготовила учебные программы для студентов новых специальностей «Режиссура театрализованных представлений», «Сольное пение» и специализаций с разными сроками обучения. Разработала программу для узкой специализации «Режиссёр-педагог коллектива художественного слова». Принимала участие в подготовке дипломных спектаклей, готовила со студентами номера художественного чтения, это целые произведения и отдельные отрывки, с которыми они выступали на концертах. Работала с творческими кафедрами института по подготовке литературных и музыкальных композиций, концертов к юбилейным датам композиторов и других событий. 
Её областью научных интересов было сценическое искусство. В своё время Найдина публиковала ряд учебно-методических пособий, таких как «Особенности работы над басней», «Искусство рассказывания басни», «Интонационные схемы-конструкции», «Дыхательная гимнастика» и других.
Вела большую методическую работу с молодыми преподавателями театрального отделения, а также консультации. Оказывала помощь коллективам художественной самодеятельности, руководителям народных театров и кружков художественного слова. Являлась консультантом Пермского отделения ВТО по сценической речи и читала лекции по культуре речи на курсах повышения квалификации, в том числе в учебных центрах: работала с лекторами-музыковедами в Пермской областной филармонии, а также проводила занятия по сценической речи с дикторами радио и телевидения. Возобновляла Найдина программу «Музыкальное происшествие в Органном зале», вела цикл «Высоким слогом русского романса» и «Мой остров – гитара». 
Успела подготовить плеяду выпускников режиссёрского и актёрского отделений, работающих ныне в различных театрах города Перми, Пермского края и других городов России. Являлась членом Общероссийской общественной организации «Союз театральных деятелей Российской Федерации» (Всероссийское театральное общество). 
Скончалась 14 июля 2011 года после продолжительной болезни на 68-м году жизни в Перми. Похоронена на Северном кладбище.

## Звания и награды
- Заслуженная артистка РСФСР (1977)[1].
- Лауреат премии Пермской области в сфере культуры и искусства (в составе творческой группы) за создание концертной программы для детей «Ай да Пушкин!» (2000)[1].
- Доцент кафедры (1987—2011)[1].
- Доцент (1987)[1].
- Медаль «В ознаменование 100-летия со дня рождения Владимира Ильича Ленина» (1970)[1].
- Медаль «Ветеран труда» (1987)[1].

## Театральные работы
Пермский академический театр Драмы:
- Лидия, спектакль «Бешеные деньги» А. Островского
- Вишневская, «Доходном месте» А. Островского
- Рашель, «Васса Железнова» М. Горького
- Леди Мильфорд, «Коварстве и любви» Ф. Шиллера
- Другие работы.
- Была постановщиком ряда программ в Пермской областной филармонии: «Кошачий концерт», «Рождество: праздник детства», «Ай да Балда!» и др.).